# Saint-Pierre-d'Autils
Saint-Pierre-d'Autils era una comuna francesa situada en el departamento de Eure, de la región de Normandía, que el 1 de enero de 2017 pasó a ser una comuna delegada de la comuna nueva de La Chapelle-Longueville al fusionarse con las comunas de La Chapelle-Réanville y Saint-Just.

## Demografía
| Gráfica de evolución demográfica de Saint-Pierre-d'Autils entre 1800 y 2014 |
|                                                                             |

Los datos demográficos contemplados en este gráfico de la comuna de Saint-Pierre-d'Autils se han cogido de 1800 a 1999 de la página francesa EHESS/Cassini, y los demás datos de la página del INSEE.